# Paris-Roubaix 1921
Paris-Roubaix din 1921 a fost a 22-a ediție a Paris-Roubaix, o cursă clasică de ciclism de o zi din Franța. Evenimentul a avut loc pe 27 martie 1921 și s-a desfășurat pe o distanță de 263 de kilometri de la Paris până la velodromul din Roubaix. Câștigătorul a fost Henri Pélissier din Franța.

## Rezultate
| Loc | Ciclist                 | Timp      |
| --- | ----------------------- | --------- |
| 1   | Henri Pélissier (FRA)   | 9h 2' 30" |
| 2   | Francis Pélissier (FRA) | +0' 40"   |
| 3   | Léon Scieur (BEL)       | +0' 42"   |
| 4   | René Vermandel (BEL)    | +0' 45"   |
| 5   | Romain Bellenger (BEL)  | +1' 55"   |
| 6   | Paul Deman (BEL)        | +2' 18"   |
| 7   | Hector Tiberghien (BEL) | +3' 28"   |
| 8   | Félix Goethals (FRA)    | +4' 45"   |
| 9   | Émile Masson (BEL)      | +7' 55"   |
| 10  | Alfred Steux (BEL)      | +8' 39"   |